# آگوستین (آلاباما)
آگوستین (به انگلیسی: Augustin) یک منطقهٔ مسکونی در ایالات متحده آمریکا است که در آلاباما واقع شده‌است. آگوستین ۴۷٫۸۵ متر بالاتر از سطح دریا قرار دارد.